# Космографія Блау

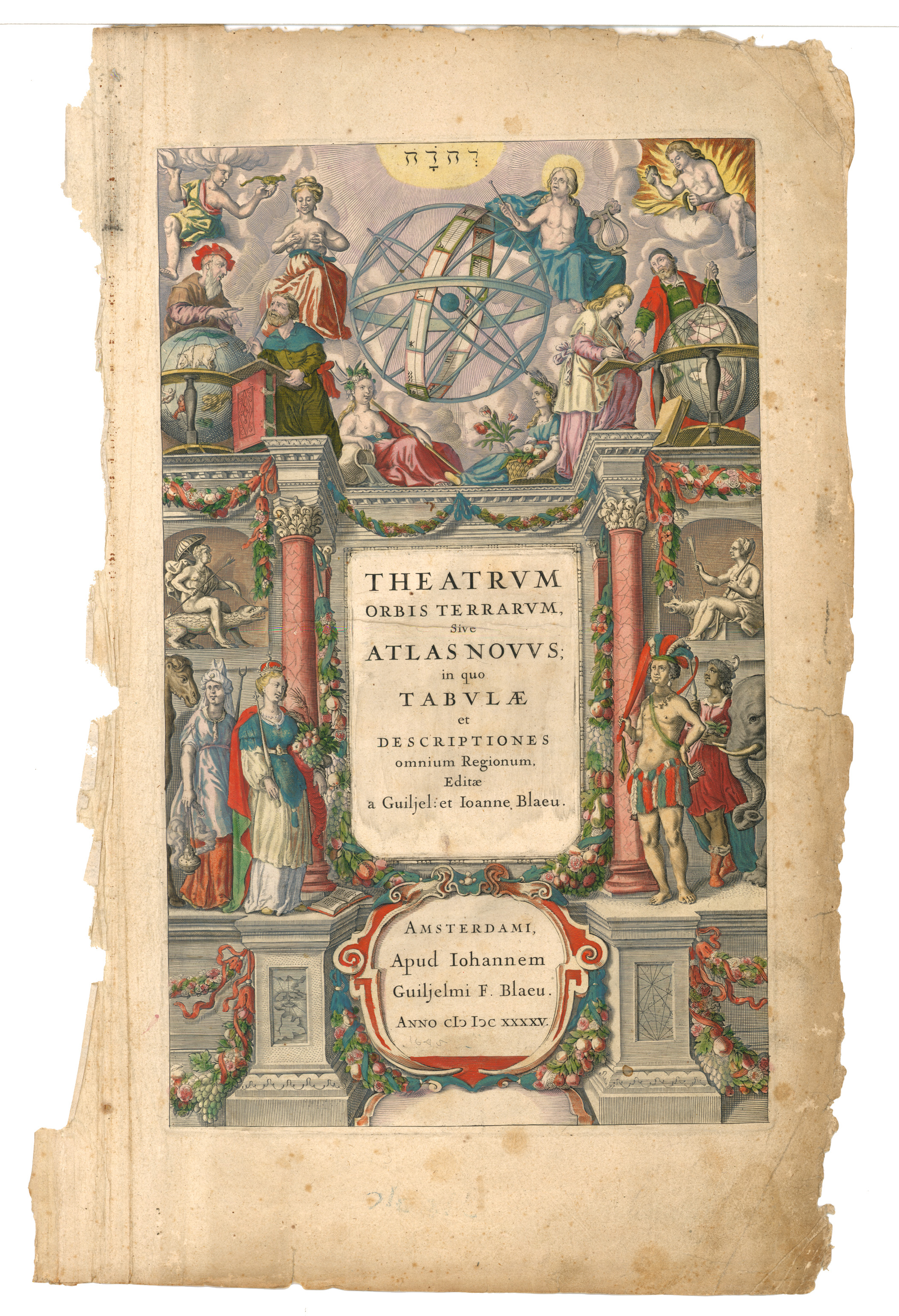
Титульний аркуш видання 1645 року.

Великий атлас, або Космографія Блау (фр. Le Grand Atlas, ou Cosmographie Blaviane, en laquelle est exactement descritte la terre, la mer, et le ciel) 12-томний атлас 1667 року, що відтворює картину вивченого на той момент світу, виданий голландським картографом Яном Блау. Згодом визнаний шедевром голландського картографічного мистецтва XVII століття. 

## Загальні відомості
Віллем Блау та його син Ян Блау  зробили публічне оголошення в амстердамській газеті, що вони опублікують свій власний атлас у 1634 р. Перший атлас був завершений в 1635 р. і з'явився в чотирьох різних варіантах: «Novus Atlas» (німецьке видання, 208 карт у двох томах), «Theatrum Orbis Terrarum, sive, Atlas Novus» (латинське видання, 207 карт в двох томах), «Toonneel des Aerdrycks» (голландське видання, також 207 карт у двох томах) і, нарешті, «Theatre du Monde ou Nouvel Atlas» (французьке видання, 208 карт у двох томах..
Після смерті батька в 1638 р. Ян продовжував переробляти і розширювати атлас. Трьохтомне видання було опубліковано в 1640 р. Пізніше. Ян видав «Атлас Англії» з картами Джона Спіда (John Speed), 1654 р. - «Атлас Шотландії» з картами Тімоті Понта(Timothy Pont) і Роберта Гордона . 1655 р. - «Novus Atlas Sinensis» (Атлас Китаю) Мартіно Мартіні (Martino Martini's), які були додані відповідно до четвертого, п'ятого та шостого томів «Blaeu's Atlas Novus»..
Остаточна версія атласу була опублікована як «Atlas Maior» (Великий атлас) і містила 594 карти в одинадцяти (латинське видання: «Geographia qvæ est cosmographiæ Blavianæ»), дванадцяти (французьке видання: «Le grand atlas ou Cosmographie blaviane, en laquelle est exactement descritte la terre, la mer et le ciel»), дев'яти (голландське видання: «Grooten atlas, oft werelt-beschryving, in welcke 't aertryck, de zee en hemel wordt vertoont en beschreven»), або десяти (німецьке видання) томах. Перші томи були опубліковані в 1662 р., останній том був завершений в 1665 р., хоча Ян продовжував переробляти кілька томів.. 

Повний комплект оригінального французького видання 1667 р. (фр. Le Grand Atlas, ou Cosmographie Blaviane, en laquelle est exactement descritte la terre, la mer, et le ciel) знаходиться в Росії в єдиному екземплярі. Атлас відрізняється великим об'ємом, красою і пишнотою оформлення.

## Зміст

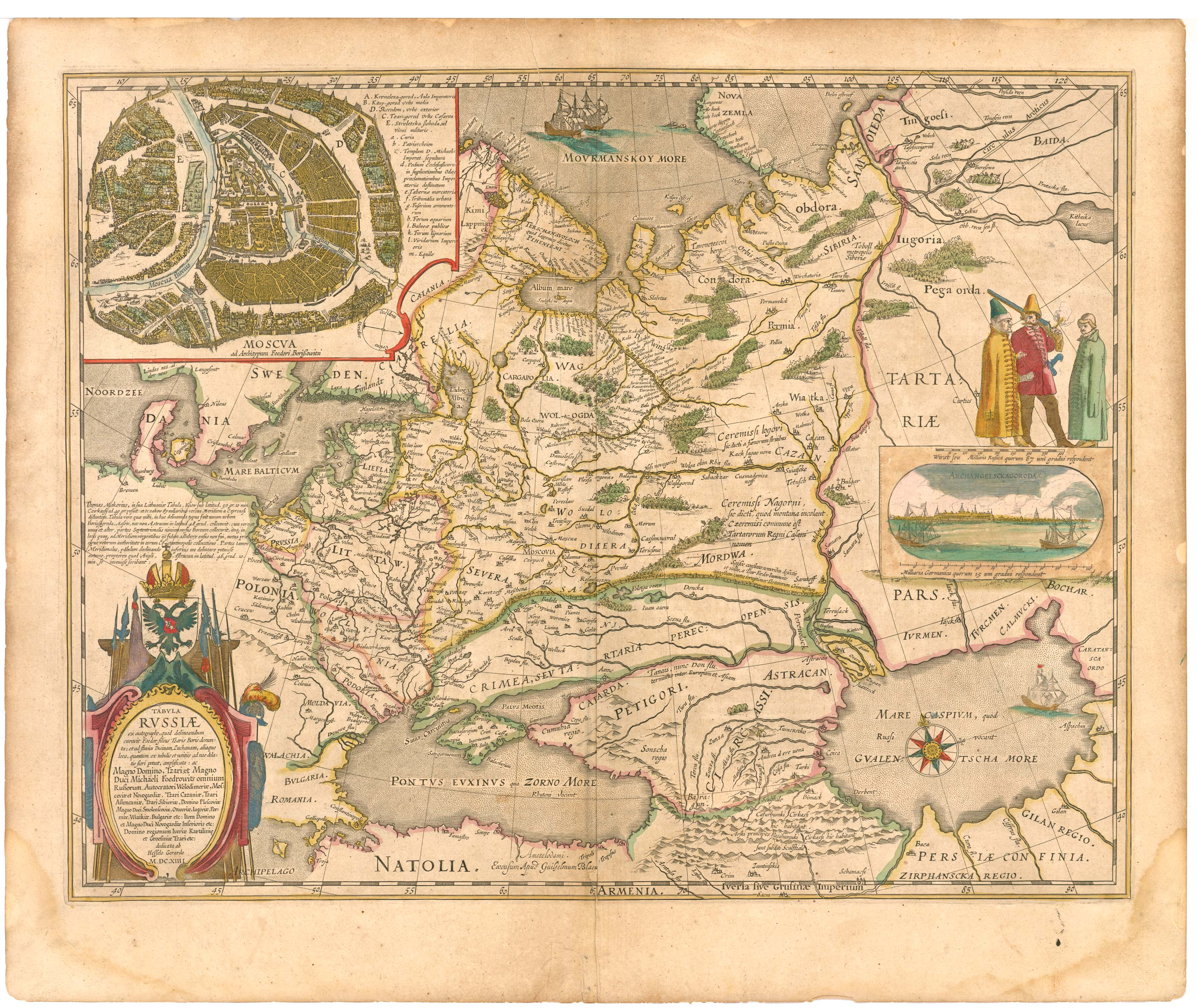
Карта Росії, 1645 рік

Атлас складають понад 600 гравірованих кольорових карт із зображенням усіх вивчених на той момент країн світу, плани з астрономічними спостереженнями, гравіровані діаграми. Оскільки метою всіх видатних картографів того часу було складання атласу всього відомого світу, а закони комерційної картографії приводили видавців до необхідності нестрогого відбору карт, в кожному виданні атласу Блау з'являлися все нові й нові карти різних територій, супроводжувані все більш розлогими описами. 
Частим явищем в картографії XVI-XVII ст. було включення до складу багатотомного видання атласів приватного характеру. Так, в томі, що вийшов в 1654 р., з'явилася значна кількість карт Шотландії, отриманих від Т. Понта, а в X томі (1655 р.) атлас Китаю, складений єзуїтом Мартіно Мартіні (Martino Martini). 
До 1663 р. атлас мав такий зміст. Близько 60 карт та описовий текст першого тому атласу, присвячені Арктиці, Європі і Скандинавії. Туди входять плани з астрономічними спостереженнями, світова карта, вісім гравірованих діаграм, а також цікаве зображення моржа. 
У другому томі описується північна і східна Європа, зафіксована на сорока картах, включаючи план Москви і план Кремля. Німеччина, якій присвячено третій том, розташовується на 96 картах, а Бельгія та Нідерланди в четвертому томі на 63-картах. П'ятий том описує Англію та Уельс (58 карт). Текст доповнюють три гравірованих види пам'яток Британії, зокрема, Стоунхенджа, і понад сто гравюр, що зображають, в основному, старовинні англійські монети. 
Ірландія та Шотландія розташовуються на 55 картах шостого тому; Франція займає весь сьомий том (її зображують 37 карт) і частина восьмого тому, до якого входить 36 карт, включаючи карти Швейцарії. Італія стала темою дев'ятого тому, їй присвячено 60 карт. Сорок одна карта, плани і види десятого томи зображують Іспанію, Португалію та Африки; в одинадцятому томі описуються Азія та Японія, їм присвячені 28 карт. 
Останній, дванадцятий, тому знайомить читача з Америкою, результати вивчення якої відображені на 23 картах.

## Оформлення

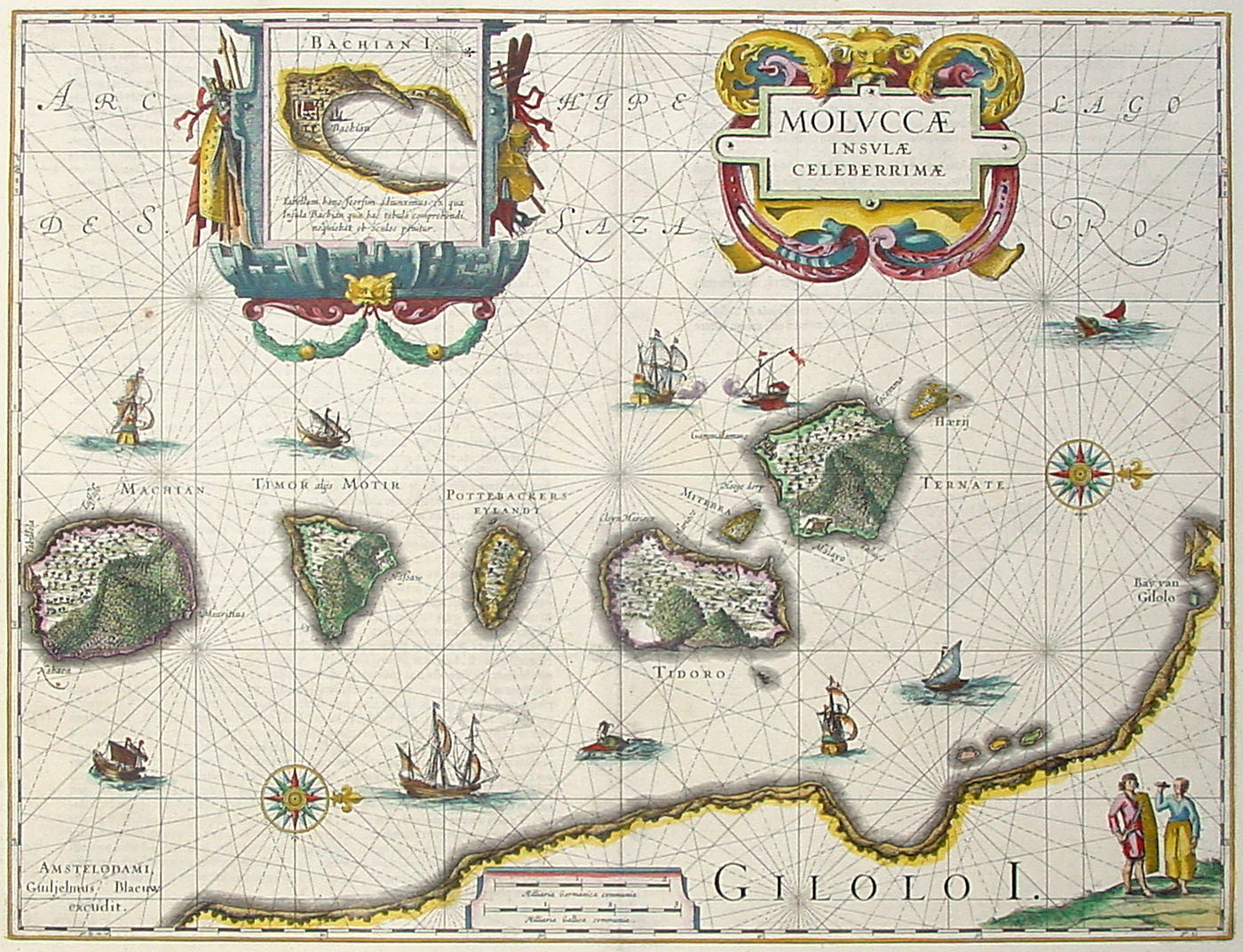
Карта Молуккських островів з Великого атласу Блау

«Великий атлас, або Космографія Блау» являє собою 12 томів великого формату у шкіряній палітурці із золотим тисненням. Його складають гравюри на міді, розфарбовані вручну карти, витончені титульні листи. 
Обов'язковим елементом оформлення карт є картуші, графічні прикраси у вигляді щита або сувою, на якому поміщається напис. Вишукані алегоричні фігури супроводжують кожну картку і допомагають розкрити її зміст.

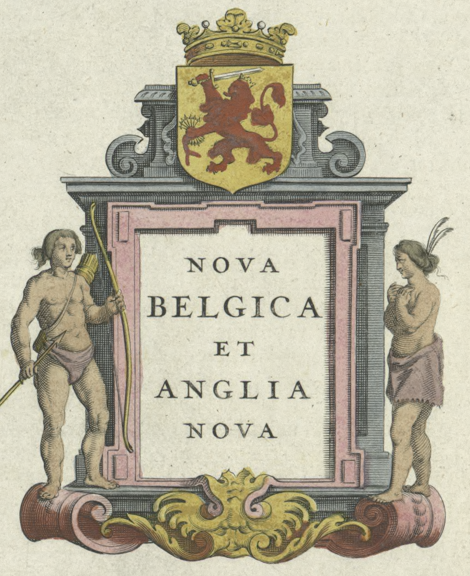
Зразок картуша

Пишний стиль оформлення карт, що існував в голландській картографії XVI-XVII ст. і представлений в атласі Блау у всій його величі, на думку багатьох дослідників, ніколи згодом не був перевершений.

## Автори
Сімейна фірма з випуску книг, географічних атласів, а також земних і небесних глобусів була заснована Віллемом Блау (1571-1638) в 1596 р. Під час роботи в ній синів засновника Корнеліуса (1616-1648) і Яна (1596-1673) фірма досягла найвищого розквіту, що тривав аж до її знищення під час пожежі в 1672 р. Був вдосконалений друкарський верстат, що дозволило друкувати атласи великого формату. 
Як і батько, Ян Блау був картографом Голландської Ост-Індської компанії і мав доступ до новітньої географічної інформації, яка згодом увійшла до атласів, друкованих ним.

## Перевидання
В 2008 р. петербурзьке видавництво «Альфарет» спільно з Російською національною бібліотекою вперше здійснило перевидання всіх 12 томів «Великого атласу, або Космографії Блау» в оригінальному форматі. Основою послужив єдиний повний примірник оригіналу, що знаходиться в Росії. 